# Фатин Сидкия
Фа̀тин Сидкѝя (на индонезийски: Fatin Shidqia), понякога срещана и само като Фатин, е индонезийска певица.
Ивестна е с участието ѝ в „X Factor Indonesia“ през 2013 г.

## Дискография
- For You (2013)